# Titof
Titof (ur. 5 października 1973 w Lunéville) – francuski aktor, reżyser i scenarzysta filmów pornograficznych. Występował w produkcjach heteroseksualnych i gejowskich.

## Kariera w branży porno

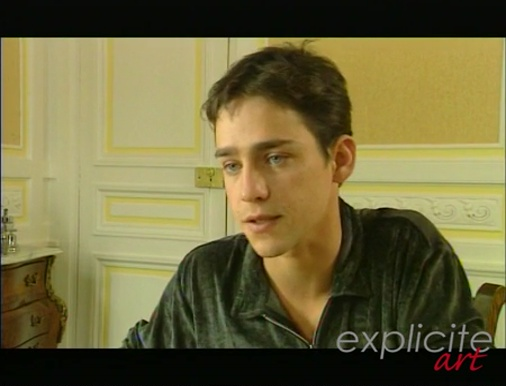
Titof w filmie Le Principe de plaisir (1999)

Pracował jako elektromonter na wysokości. Kiedy miał 26 lat, jego przyjaciel Sebastian Barrio zaproponował mu zastępstwo w scenie filmu porno. Po występie w produkcji Freda Coppuli Suka (L’emmerdeuse, 1999), brał udział w serii Woodman Casting X oraz realizacjach Blue One, Video Marc Dorcel, Hustler Video, Climax Films, Helen Duval Entertainment, Wicked Pictures, Explicite-Art i Private.
W 2001 był gościem programu Stéphane’a Joffre’a na kanale XXL. Wystąpił również w serii Evil Angel w reż. Rocco Siffrediego: Rocco Meats an American Angel in Paris (2000), Rocco Ravishes Prague 2 (2000), Rocco's True Anal Stories 13 (2000), Kelly's Way To Love (2001), Rocco Ravishes Prague 4 (2001) i Rocco's Best Gang Bangs (2005). Christoph Clark zaangażował go do trzech realizacji Evil Angel - Christoph’s Beautiful Girls 5 (2002) w scenie gang bang z Sharon Babe, Gregiem Centauro i Manuelem Ferrarą, Christoph’s Beautiful Girls 6 (2002) w scenie seksu grupowego z Andreą, Nomi i Gregiem Centauro oraz French Angels (2008) w scenie gang bangu z Cecilią Vegą, Stellą Delcroix, Davidem Perrym, Sebastianem Barrio i Tonym Carrerą. 
Wyprodukował i wyreżyserował dwa gejowskie filmy porno JBR Media zatytułowane Ti’touch: Passage à l'acte (2003) i Ti’touch 2 (2007), w których występował zarówno jako aktyw, jak i pasyw. Wziął także udział w czterech innych filmach gejowskich w reżyserii Hervé Bodilisa (w napisach: Hervé Handsome): Na urlopie w Paryżu (La Permission à Paris, 1999), Pompa pożarowa (Titof, pompier en service, 2000), Wąż strażaka (Fireman’s Hose, 2005) oraz College Cocks 1 (Titof and the College Boys, 2006).
W produkcjach heteroseksualnych porno, nazywany „Mistrzem tylko jednej piłki”, często odgrywał role romantyczne. Został obsadzony w głównej roli męskiej w wielu filmach w reżyserii Johna B. Roota. W Elixir édition speciale (2000) grał scenę, w której penetruje go partnerka, ubrana jak transwestyta.

## Obecność w kulturze masowej
Zagrał też w dramacie kryminalnym Virginie Despentes Gwałt (Baise-moi, 2000) z Karen Lancaume, dramacie Gaspara Noé Nieodwracalne (2002) jako facet na łóżku na imprezie z Monicą Bellucci, filmie fantastycznym So Long Mister Monore (2002) jako gość na przyjęciu u boku Pascala Greggory oraz dramacie erotycznym Bertranda Bonello Pornograf (Le pornographe, 2001) jako Franck w scenie seksu z Ovidie. Gościł w talk-show On ne peut pas plaire à tout le monde (2001), telewizyjnym filmie dokumentalnym Biseksualizm - nowa sztuka życia (La bisexualité: tout un art?, 2008) oraz filmach dokumentalnych - Gonzo mode d’emploi (2013) i Catégorie X (2014) .

## Nagrody i nominacje
| Rok  | Nagroda                                | Kategoria                                      | Film                                      | Inni wykonawcy                                                    | Rezultat  |
| ---- | -------------------------------------- | ---------------------------------------------- | ----------------------------------------- | ----------------------------------------------------------------- | --------- |
| 2000 | Hot d’or (Cannes)                      | Największa nadzieja/Najlepszy nowy aktor       | –                                         | –                                                                 | Wygrana   |
| 2003 | European X Festival (Bruksela, Belgia) | Najlepszy aktor                                | –                                         | –                                                                 | Wygrana   |
| 2004 | European X Festival (Bruksela, Belgia) | Najlepszy aktor francuski                      | –                                         | –                                                                 | Wygrana   |
| 2005 | European X Festival (Bruksela, Belgia) | Najlepszy wkład w pornografię gejowską         | –                                         | –                                                                 | Wygrana   |
| 2005 | AVN Award                              | Najlepsza scena seksu w zagranicznej produkcji | Private Gold 67: Millionaire 1 (2004)     | Claudia Ferrari, Rodolphe Antrim, Sebastian Barrio i Tony Carrera | Nominacja |
| 2006 | Ninfa                                  | Najlepszy aktor drugoplanowy                   | Sex City (2006)                           | –                                                                 | Nominacja |
| 2008 | European X Festival                    | Najlepszy aktor drugoplanowy                   | –                                         | –                                                                 | Wygrana   |
| 2008 | Ninfa                                  | Najlepszy aktor drugoplanowy                   | Fetish De Luxe (2008)                     | –                                                                 | Nominacja |
| 2009 | Hot d’or                               | Najlepszy aktor francuski                      | Montre-moi du rose (2009)                 | –                                                                 | Nominacja |
| 2014 | AVN Award                              | Najlepsza scena seksu w produkcji zagranicznej | Moja siostra i ja (Ma soeur et moi, 2013) | Michael Cheritto, Mike Angelo i Shana Lane                        | Nominacja |